# Sphecapatodes richterae
Sphecapatodes richterae är en tvåvingeart som beskrevs av Yu. G. Verves 1980. Sphecapatodes richterae ingår i släktet Sphecapatodes och familjen köttflugor. Inga underarter finns listade i Catalogue of Life.